# Stanisław Ankwicz
Stanisław Walenty Ankwicz z Posławic herbu Abdank (ur. w 1720, zm. 17 października 1784) –  stolnik krakowski 1750-1754, kasztelan biecki 1764-1771, kasztelan sandecki 1772-1782, odznaczony Orderem św. Stanisława w 1774 i Orderem Orła Białego 1780, kreowany hrabią cesarstwa w 1778, wolnomularz.
Był posłem księstw oświęcimskiego i zatorskiego na sejm elekcyjny 1764. W 1764 był elektorem  Stanisława Augusta Poniatowskiego z księstw oświęcimskiego i zatorskiego, jako delegowany od Rzeczypospolitej do pacta conventa, podpisał je. W 1764 roku został wyznaczony senatorem rezydentem. Był członkiem konfederacji barskiej w 1769. Poseł na sejm 1780 z województwa krakowskiego.
Właściciel dóbr Poręby, za przywilejem królewskim króla Stanisława Augusta Poniatowskiego 1767 zamienił wieś Andrychów na miasto na prawie magdeburskim.